# نورمان بارك رامزي
نورمان بارك رامزي (بالإنجليزية: Norman Park Ramsey)‏ هو محامي وقاضي وضابط أمريكي، ولد في 1 سبتمبر 1922 في Fairchance, Pennsylvania ‏ في الولايات المتحدة، وتوفي في 15 يونيو 1993 في بالتيمور في الولايات المتحدة.